# Castello di Borgo Val di Taro
Das Castello di Borgo Val di Taro ist die Ruine einer mittelalterlichen Burg neben der Kirche Sant’Antonio in Borgo Val di Taro in der italienischen Region Emilia-Romagna. Sie liegt an der Piazza XI Febbraio.

## Geschichte

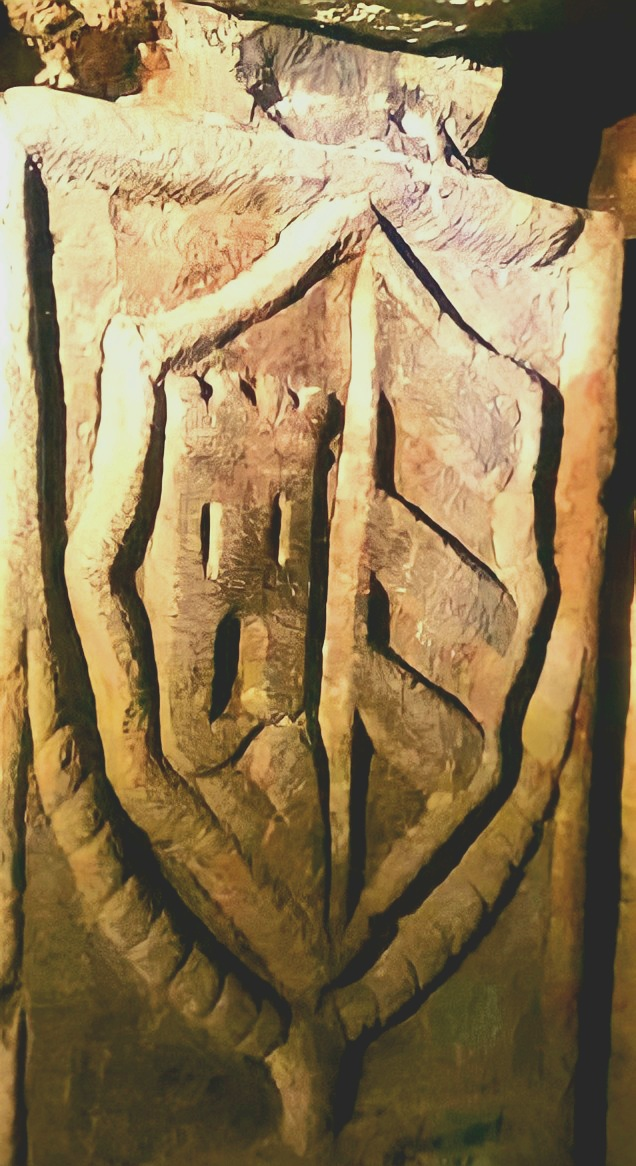
Wappen der Familie Platoni, das sich im Inneren der Burg befand und hinter einer Mauer verborgen blieb

Anfang des 11. Jahrhunderts waren die Gebiete im Tarotal, obwohl sie formell der Abtei Bobbio gehörten, de facto von Plato Platoni besetzt und regiert. Von der erblichen Aufteilung seiner Gebiete profitierten in den folgenden Jahrzehnten vor allen Dingen die verwandten Familien Malaspina und Pallavicino: 1166 eroberte Moroello Malaspina mit der Hilfe der Parmesaner und mit Billigung des römisch-deutschen Kaisers Friedrich Barbarossa das Tarotal, das einige Jahre vorher von der Stadt Piacenza erobert worden war, und ließ sich in der Türme von „Turris“ (später „Torresana“, heute „Borgo Val di Tara“) nieder. Es folgten Jahre der Händel mit den Piacentinern, die verschiedene Siedlungen im Tal angriffen. Im Jahre 1188 eroberte Moroello Malaspina die Türme und die ummauerte Siedlung von Borgo Val di Taro und setzte sie in Brand. Aber im Folgejahr zwang ihn die Stadt Piacenza, alle Rechte im Tal zu verkaufen, gründete das bewohnte Zentrum des Tals, Turrexana, neu und befestigte es, wobei vermutlich auch eine einfache Burg an der Stelle der heutigen erbaut wurde.
1243 erhielt Papst Innozenz IV. die Herrschaft von Borgo Val di Taro, die er den Grafen von Lavagna, Fieschi, seinen Familienangehörigen, überließ.
1255 eroberte der Herr von Piacenza, Oberto Pallavicino, der Stadt die Burg zurück. Dennoch überzeugte er zwei Jahre später, als er aus Piacenza verjagt worden war, die Lusardis di Montarsiccio, Condottieri von  Ubertino I. Landi, das Gebiet von Borgo Val di Taro zu erobern, das die Landis von den Piacentinern erworben und den Gebieten des entstehenden Stato Landi einverleibt hatten.
1307 eroberte Alberto Scotti mit den Verbannten aus Parma und Piacenca das Castello di Bardi und das Castello di Borgo Val di Taro. 1312 gelang es Ubertino II. Landi, die Lehen von Borgo Val di Taro, Compiano und Bardi in Besitz zu nehmen und dafür die offizielle Investitur von Kaiser Heinrich VII. zu erhalten. 1317 eroberte Galeazzo I. Visconti mit seinen Truppen das Castello di Borgo Val di Taro, aber 1327 wurde es von Kaiser Ludwig dem Bayern erneut an Ubertino II. Landi verlehnt.
1405 bestätigte der Herzog von Mailand, Giovanni Maria Visconti, Galvano Landi die Einsetzung über Bardi, Compiano und Borgo Val di Taro, aber 1414 eroberten die Fieschis das Castello di Borgo Val di Taro, auch dank des Eingreifens der Legaten von Papst Johannes XXII., der in einem apostolischen Breve Borgo Val di Taro auf ewig den Grafen von Lavagna verlehnte.
1429 eroberten die Truppen von Filippo Maria Visconti unter der Führung von Niccolò Piccinino die Burg der Fieschis, die der Herzog von Mailand dann als Zeichen der Anerkennung den Piccininos verlehnte. Der Condottiere erweiterte und verstärkte die Burg. 1438 ernannten die Viscontis Niccolò Piccinino zum Markgrafen von Borgo Val di Taro. Nach dem Tod des Condottiere 1444 fiel die Burg mit Einverständnis des neuen Herzogs, Francesco I. Sforza, wieder an die Fieschis. Nach dem Tod des Herzogs 1466 verlor Obietto Fieschi die Unterstützung des Nachfolgers, Galeazzo Maria Sforza, der 1467 mit seinen Truppen die Burg eroberte und sie 1473 an Francesco Platoni verlehnte, der sein Eigentum behauptete. Es kam zu einem Zusammenstoß mit den Da Costerbosas di Compiano, die zu einem Zweit der Familie Platoni gehörten, aber 1475 wurde durch das Eingreifen des Herzogs von Mailand der Frieden wiederhergestellt.
1477 belegte Manfredo Landi, der 1468 Antonia Maria Fieschi geheiratet hatte, das Castello di Borgo Val di Taro mit Einverständnis der Sforzas. Im Folgejahr marschierte Obietto Fieschi ins Val di Taro ein und beanspruchte den Besitz von Borgo Val di Taro, was aber zurückgewiesen wurde. 1479 tat er sich mit Roberto Sanseverino d’Aragona und Ludovico Sforza zusammen und belagerte vergeblich die Burg, die von Gian Giacomo Trivulzio verteidigt wurde. Erst 1488, nachdem Ludovico Sforza die Macht in Mailand übernommen hatte, erhielten die Fieschis Borgo Val di Taro zurück. Gegen Ende des 15. Jahrhunderts beauftragte der neue Markgraf Obietto Fieschi den Meister Martino da Lugano mit dem Umbau der Befestigung der Siedlung, die mit einer Umfassungsmauer, Türmen, einem Ravelin und einem Graben  versehen wurde. Die Burg wurde neu aufgebaut und dabei entscheidend verstärkt.
Nach dem Scheitern des Attentats von Gianluigi Fieschi 1547 besetzte das Opfer dieses Verrats, der Herzog von Parma, Pier Luigi II. Farnese, die Burg. Einige Monate später wurde der Herzog bei einem Attentat, das von Ferrante I. Gonzaga und den Adligen aus Piacenza, Giovanni Anguissola, Agostino Landi, Luigi Confalinieri und den Brüdern Alessandro und Camillo Pallavicino, in Piacenza ermordet, was vom Kaiser Karl V. gebilligt wurde. Die kaiserlichen Truppen eroberten unter der Führung von Gonzaga das Castello di Borgo Val di Taro. 1548 ernannte Kaiser Karl V. Agostino Landi zum Gouverneur von Borgo Val di Taro und 1551 übertrug er ihm das Lehen.
Landi, der den Bewohnern von Borgo Val di Taro misstraute, ließ die Umfassungsmauer des Dorfes abreißen, wobei auch die Burg beschädigt wurde. Der Verfallsprozess der Festung wurde darüber hinaus durch einige ruinöse Überschwemmungen des Taro beschleunigt, der damals zu Füßen der angeschrägten Burgmauer verlief.
Die Feindseligkeiten der Bevölkerung wuchsen in den Folgejahren, auch, nachdem der Sohn Claudio seinem Vater nachgefolgt war. 1578 rebellierten die Bewohner von Borgo Val di Taro und suchten die Hilfe von Herzog Ottavio Farnese, der kraft des Mandates, das er von Papst Gregor XIII. erhalten hatte, mit seinen Truppen einschritt, die Burg eroberte und das Lehen de facto für das Herzogtum Parma und Piacenza annektierte. Landi versuchte, sich wieder in den Besitz der Burg zu bringen, aber er schaffte es nicht und der Herzog setzte dort einen Gouverneur ein.
1610 ließ der Herzog Ranuccio I. Farnese die Mauern der Festung wiederaufbauen.
1636 eroberte Giovanni Andrea II. Doria, der 1625 Maria Polissena, die letzte Erbin der Landis, geheiratet hatte, das Castello di Borgo Val di Taro, aber nach 11 Monaten der Belagerung war er gezwungen, sie wieder aufzugeben. Die Ansprüche des Hauses endeten erst 1682, als Giovanni Andrea III. Doria Landi den Stato Landi an den Herzog Ranuccio II. Farnese abgab.
Als die Burg ihre Verteidigungsfunktion verloren hatte, wurde sie zunächst ein Gefängnis und später das Rathaus. Darüber hinaus wurde sie mehrmals umgebaut, um sie den neuen Erfordernissen anzupassen.
1926 wurde der östliche Teil der Burg abgerissen, um den Bau einer neuen Umgehungsstraße für das historische Zentrum zu ermöglichen.
1936 begann die Kommune Borgo Val di Taro mit dem Abriss der verbliebenen Teile der Burg, um auf dem Grundstück das Casa del Fascio von Borgo Val di Taro zu bauen. Die Arbeiten hierfür wurden allerdings vom Zweiten Weltkrieg unterbrochen, sodass die Burg jahrelang als Ruine weiterbestand.
1952 entstand die Notwendigkeit, ein Grundstück auszuweisen, auf dem ein neuer Kindergarten errichtet werden könnte, um das alte Gebäude zu ersetzen, in dem er bis dahin untergebracht war. Die Kommune wies das Gelände, auf dem die Ruinen der Festung standen, als idealen Platz dafür aus, weil die Pfarrkirche, dessen Pfarrhaus abgerissen wurde, in unmittelbarer Nachbarschaft stand. Die Reste der Burg wurden zwischen 1958 und 1963 entfernt und das neue „Casa del Fanciullo“ (dt.: Haus des Kindes) 1970 fertiggestellt.
Ende des 20. Jahrhunderts wurden die Reste des alten Turms, der auf den Platz hinaus vorspringt, neben dem Kindergarten ans Licht gebracht.

## Beschreibung
Von der alten Burg mit rechteckigem Grundriss sind heute nur noch zwei Seiten und ein Teil der dritten Seite eines Turms anschließend an die Kirche Sant’Antonio erhalten.
Das gekappte Bauwerk, das vollkommen mit Stein verkleidet und in das Schulgebäude eingebaut ist, ist durch nur zwei Öffnungen in der Fassade gekennzeichnet, darunter ein Spitzbogenfenster in der Mitte.